# 高瀬村 (大分県)
高瀬村（たかせむら）は、大分県日田郡にあった村。現在の日田市の一部にあたる。

## 地理
高瀬川流域と筑後川（三隈川、大山川）流域に位置していた。

## 歴史
- 1889年（明治22年）4月1日、町村制の施行により、日田郡高瀬村、上野村が合併して村制施行し、高瀬村が発足[1][2]。旧村名を継承した高瀬、上野の2大字を編成[2]。
- 1940年（昭和15年）12月11日、日田郡日田町、三芳村、光岡村、朝日村、三花村、西有田村と合併し、市制施行して日田市を新設して廃止された[1][2]。

## 産業
- 農業、用材、薪炭[2]